# Samuel Bastien
Pour les articles homonymes, voir Bastien.
Samuel Bastien, né le 26 septembre 1996 à Meux en Belgique, est un footballeur international congolais qui joue au poste de milieu de terrain au Fortuna Sittard. Il possède également la nationalité belge,.

## Biographie

### En club

#### Jeunesse et formation
Né de parents congolais (RDC), Samuel Bastien est adopté dès son plus jeune âge par Patrick et Monique Bastien. Formé au RFC Meux et à l'UR Namur, Samuel Bastien passe ensuite trois saisons dans les équipes de jeunes du Standard de Liège avant de rejoindre le centre de formation du RSC Anderlecht.

#### RSC Anderlecht (2014-2016)
Le 6 décembre 2014, lors d'une défaite du RSC Anderlecht au Royal Mouscron Peruwelz (4-2), Samuel Bastien joue ses premières minutes professionnelles à l'âge de 18 ans.

#### Prêt à l'US Avellino (2015-2016)
Vu le peu de perspectives pour lui à Anderlecht, il est prêté un an à l'US Avellino en Série B.

#### Chievo Vérone (2016-2018)
Fin août 2016, il est vendu au Chievo Vérone par Anderlecht. Il y reste deux saisons.

#### Standard de Liège (2018-2022)
Le 1er juillet 2018, Samuel Bastien revient en Belgique et signe au Standard de Liège. Le 22 juillet 2018, il joue ses premières minutes avec le Standard de Liège lors d'une défaite en Supercoupe de Belgique contre le FC Bruges (2-1). Le 7 août 2018, il joue son premier match européen lors d'un troisième tour de qualification pour la Ligue des champions à domicile face à l'Ajax Amsterdam (2-2). Le 18 août 2018, il marque son premier but pour les Rouches lors d'une victoire à l'extérieur face au KSC Lokeren (0-3). Le 12 décembre 2019, Samuel Bastien marque son premier but en Ligue Europa lors d'un match nul à domicile face à Arsenal (2-2). Le 15 décembre 2019, lors du match entre le Standard et Anderlecht, Bastien sort du terrain sur blessure. Deux jours plus tard, après avoir effectué des examens médicaux, une élongation à l'ischio-jambier de la jambe gauche est décelée. Cette blessure l'écarte des terrains jusqu'à la fin de l'année 2019. Lors de la saison 2020-2021, Samuel Bastien est promu vice-capitaine par Philippe Montanier. Il démarre la saison en inscrivant un but lors du premier match à domicile face au Cercle Bruges le 8 août 2020 (1-0). Le 17 août 2020, lors de la deuxième rencontre de championnat à l'extérieur face à Waasland-Beveren, il marque à nouveau mais se blesse en fin de match. Samuel Bastien souffre d'une désinsertion myotendineuse du demi membraneux gauche (ischio-jambiers). Cette blessure l'écarte des terrains pendant plus d'un mois et lui fait rater neuf matchs.

#### Burnley FC (depuis 2022)
Le 5 juillet 2022, il rejoint l'Angleterre avec un transfert de 800 000 euros à la clé afin de s'engager en faveur du Burnley FC, en tête de la Championship (division 2 anglaise) et entrainé par Vincent Kompany. Il signe un contrat courant jusqu'en juin 2024.

### En sélections nationales
Samuel Bastien est né en Belgique de parents congolais, ce qui le rend éligible pour les deux sélections.
Il débute avec les espoirs de la Belgique en mars 2016 lors d'une rencontre face au Monténégro, et inscrit son premier but en octobre 2017 à Chypre, lors des éliminatoires de l'Euro espoirs 2019. En juin 2019, il porte pour la dernière fois le maillot des U21 belges lors de l'Euro espoirs.
S'il n'a pas encore été sélectionné chez les Diables Rouges, il se déclare ouvert, et serait honoré de jouer pour le pays de ses parents. En août 2021, il choisit de défendre les couleurs de l'équipe nationale de la RDC, et figure parmi les joueurs appelés par le sélectionneur Héctor Cúper pour les deux premières rencontres des éliminatoires de la Coupe du monde 2022 contre la Tanzanie et face au Bénin. Il ne dispute finalement pas ces rencontres à cause d'un problème administratif. Il joue enfin son premier match officiel avec les Léopards le 7 octobre 2021, lors de leur victoire deux buts à zéro face à Madagascar au Stade des Martyrs de Kinshasa, comptant pour la 3e journée de qualification pour le Qatar.

## Statistiques

### En club
| Saison                | Club                  | Championnat           | Championnat | Championnat | Championnat | Coupe nationale | Coupe nationale | Coupe nationale | Coupe de la Ligue | Coupe de la Ligue | Coupe de la Ligue | Supercoupe | Supercoupe | Supercoupe | Compétition(s) continentale(s) | Compétition(s) continentale(s) | Compétition(s) continentale(s) | Compétition(s) continentale(s) | Autres compétitions | Autres compétitions | Autres compétitions | Autres compétitions | Total | Total | Total |
| Saison                | Club                  | Division              | M.          | B.          | P.d.        | M.              | B.              | P.d.            | M.                | B.                | P.d.              | M.         | B.         | P.d.       | Comp.                          | M.                             | B.                             | P.d.                           | Comp.               | M.                  | B.                  | P.d.                | M.    | B.    | P.d.  |
| 2014-2015             | RSC Anderlecht        | Division 1            | 1           | 0           | 0           | 1               | 0               | 0               | -                 | -                 | -                 | -          | -          | -          | C1+C3                          | -                              | -                              | -                              | PO1                 | -                   | -                   | -                   | 2     | 0     | 0     |
| 2015-2016             | US Avellino (prêt)    | Serie B               | 31          | 2           | 1           | -               | -               | -               | -                 | -                 | -                 | -          | -          | -          | -                              | -                              | -                              | -                              | -                   | -                   | -                   | -                   | 31    | 2     | 1     |
| 2016-2017             | Chievo Vérone         | Serie A               | 12          | 1           | 0           | 1               | 0               | 0               | -                 | -                 | -                 | -          | -          | -          | -                              | -                              | -                              | -                              | -                   | -                   | -                   | -                   | 13    | 1     | 0     |
| 2017-2018             | Chievo Vérone         | Serie A               | 21          | 1           | 0           | 1               | 0               | 0               | -                 | -                 | -                 | -          | -          | -          | -                              | -                              | -                              | -                              | -                   | -                   | -                   | -                   | 22    | 1     | 0     |
| Sous-total            | Sous-total            | Sous-total            | 33          | 2           | 0           | 2               | 0               | 0               | -                 | -                 | -                 | -          | -          | -          | -                              | -                              | -                              | -                              | -                   | -                   | -                   | -                   | 35    | 2     | 0     |
| 2018-2019             | Standard de Liège     | Division 1A           | 18          | 1           | 2           | -               | -               | -               | -                 | -                 | -                 | 1          | 0          | 0          | C1+C3                          | 2+4                            | 0+0                            | 0+0                            | PO1                 | 5                   | 1                   | 0                   | 30    | 2     | 2     |
| 2019-2020             | Standard de Liège     | Division 1A           | 26          | 4           | 4           | 0               | 0               | 0               | -                 | -                 | -                 | -          | -          | -          | C3                             | 6                              | 1                              | 0                              | -                   | -                   | -                   | -                   | 32    | 5     | 4     |
| 2020-2021             | Standard de Liège     | Division 1A           | 25          | 4           | 1           | 5               | 0               | 0               | -                 | -                 | -                 | -          | -          | -          | C3                             | 6                              | 0                              | 0                              | PO2                 | 4                   | 0                   | 0                   | 40    | 4     | 1     |
| 2021-2022             | Standard de Liège     | Division 1A           | 28          | 1           | 1           | 2               | 0               | 0               | -                 | -                 | -                 | -          | -          | -          | -                              | -                              | -                              | -                              | -                   | -                   | -                   | -                   | 30    | 1     | 1     |
| Sous-total            | Sous-total            | Sous-total            | 97          | 10          | 8           | 7               | 0               | 0               | -                 | -                 | -                 | 1          | 0          | 0          | -                              | 18                             | 1                              | 0                              | -                   | 9                   | 1                   | 0                   | 132   | 12    | 8     |
| 2022-2023             | Burnley FC            | Championship          | 18          | 1           | 1           | 3               | 0               | 0               | 3                 | 1                 | 0                 | -          | -          | -          | -                              | -                              | -                              | -                              | -                   | -                   | -                   | -                   | 24    | 2     | 1     |
| 2023-2024             | Kasımpaşa SK (prêt)   | Süper Lig             | 7           | 0           | 0           | -               | -               | -               | -                 | -                 | -                 | -          | -          | -          | -                              | -                              | -                              | -                              | -                   | -                   | -                   | -                   | 7     | 0     | 0     |
| 2024-2025             | Fortuna Sittard       | Eredivisie            | 23          | 0           | 2           | 2               | 0               | 0               | -                 | -                 | -                 | -          | -          | -          | -                              | -                              | -                              | -                              | -                   | -                   | -                   | -                   | 25    | 0     | 2     |
| 2025-2026             | Fortuna Sittard       | Eredivisie            | -           | -           | -           | -               | -               | -               | -                 | -                 | -                 | -          | -          | -          | -                              | -                              | -                              | -                              | -                   | -                   | -                   | -                   | 0     | 0     | 0     |
| Sous-total            | Sous-total            | Sous-total            | 23          | 0           | 2           | 2               | 0               | 0               | -                 | -                 | -                 | -          | -          | -          | -                              | -                              | -                              | -                              | -                   | -                   | -                   | -                   | 25    | 0     | 2     |
| Total sur la carrière | Total sur la carrière | Total sur la carrière | 210         | 15          | 12          | 15              | 0               | 0               | 3                 | 1                 | 0                 | 1          | 0          | 0          | -                              | 18                             | 1                              | 0                              | -                   | 9                   | 1                   | 0                   | 256   | 18    | 12    |

### En sélections nationales
| Saison                | Sélection             | Phases finales        | Phases finales | Phases finales | Phases finales | Éliminatoires CDM | Éliminatoires CDM | Éliminatoires CDM | Éliminatoires CAN | Éliminatoires CAN | Éliminatoires CAN | Matchs amicaux | Matchs amicaux | Matchs amicaux | Total | Total | Total |
| Saison                | Sélection             | Compétition           | M              | B              | Pd             | M                 | B                 | Pd                | M                 | B                 | Pd                | M              | B              | Pd             | M     | B     | Pd    |
| --------------------- | --------------------- | --------------------- | -------------- | -------------- | -------------- | ----------------- | ----------------- | ----------------- | ----------------- | ----------------- | ----------------- | -------------- | -------------- | -------------- | ----- | ----- | ----- |
| 2021-2022             | RD Congo              | -                     | -              | -              | -              | 6                 | 0                 | 0                 | 1                 | 0                 | 0                 | -              | -              | -              | 7     | 0     | 0     |
| 2022-2023             | RD Congo              | -                     | -              | -              | -              | -                 | -                 | -                 | -                 | -                 | -                 | 1              | 0              | 0              | 1     | 0     | 0     |
| Total sur la carrière | Total sur la carrière | Total sur la carrière | -              | -              | -              | 6                 | 0                 | 0                 | 1                 | 0                 | 0                 | 1              | 0              | 0              | 8     | 0     | 0     |

### Matchs internationaux
| Matchs internationaux de Samuel Bastien, | Matchs internationaux de Samuel Bastien, | Matchs internationaux de Samuel Bastien,                      | Matchs internationaux de Samuel Bastien, | Matchs internationaux de Samuel Bastien, | Matchs internationaux de Samuel Bastien, | Matchs internationaux de Samuel Bastien, | Matchs internationaux de Samuel Bastien,                            |
| #                                        | Date                                     | Lieu                                                          | Adversaire                               | Résultat                                 | Compétition                              | Club                                     | Notes                                                               |
| ---------------------------------------- | ---------------------------------------- | ------------------------------------------------------------- | ---------------------------------------- | ---------------------------------------- | ---------------------------------------- | ---------------------------------------- | ------------------------------------------------------------------- |
| 1                                        | 7 octobre 2021                           | Stade des Martyrs, Kinshasa, République démocratique du Congo | Madagascar                               | V 2 - 0                                  | Éliminatoires de la Coupe du monde 2022  | Standard de Liège                        | Titulaire.                                                          |
| 2                                        | 10 octobre 2021                          | Stade Municipal de Mahamasina, Antananarivo, Madagascar       | Madagascar                               | D 0 - 1                                  | Éliminatoires de la Coupe du monde 2022  | Standard de Liège                        | Titulaire, remplacé par Jonathan Okita (en) à la 46e minute de jeu. |
| 3                                        | 11 novembre 2021                         | Benjamin Mkapa National Stadium, Dar es Salam, Tanzanie       | Tanzanie                                 | V 3 - 0                                  | Éliminatoires de la Coupe du monde 2022  | Standard de Liège                        | Titulaire.                                                          |
| 4                                        | 14 novembre 2021                         | Stade des Martyrs, Kinshasa, République démocratique du Congo | Bénin                                    | V 2 - 0                                  | Éliminatoires de la Coupe du monde 2022  | Standard de Liège                        | Titulaire, écope d'un carton jaune à la 94e minute de jeu.          |
| 5                                        | 25 mars 2022                             | Stade des Martyrs, Kinshasa, République démocratique du Congo | Maroc                                    | N 1 - 1                                  | Éliminatoires de la Coupe du monde 2022  | Standard de Liège                        | Titulaire.                                                          |
| 6                                        | 29 mars 2022                             | Stade Mohammed-V, Casablanca, Maroc                           | Maroc                                    | D 1 - 4                                  | Éliminatoires de la Coupe du monde 2022  | Standard de Liège                        | Titulaire, remplacé par Theo Bongonda à la 77e minute de jeu.       |
| 7                                        | 4 juin 2022                              | Stade des Martyrs, Kinshasa, République démocratique du Congo | Gabon                                    | D 0 - 1                                  | Éliminatoires de la CAN 2023             | Standard de Liège                        | Titulaire, remplacé par Meschack Elia à la 46e minute de jeu.       |
| 8                                        | 23 septembre 2022                        | Stade Père-Jégo, Casablanca, Maroc                            | Burkina Faso                             | D 0 - 1                                  | Match amical                             | Burnley FC                               | Titulaire, remplacé par Edo Kayembe à la 63e minute de jeu.         |

## Palmarès

### En club
|  |  | RSC Anderlecht -19 ans - Tournoi de Viareggio : - Finaliste : 2014. |  | Standard de Liège - Coupe de Belgique : - Finaliste : 2021. |  | Burnley FC - Championnat d'Angleterre de deuxième division (1) : - Champion : 2023. |